# José Ochoa Gutiérrez
José Ochoa Gutiérrez (Chavinda, Michoacán; 29 de julio de 1909-Uruapan, Michoacán; 8 de agosto de 1984) fue un sacerdote católico y escritor mexicano. Perteneció a la Diócesis de Zamora y fue fundador de dos congregaciones religiosas: los Misioneros de la Sagrada Familia y la Congregación de Operarias de la Sagrada Familia. Tiene abierta causa para su beatificación, que se encuentra en fase inicial diocesana, en Zamora de Hidalgo.

## Biografía
Chavinda es el nombre del pueblo donde nació el 29 de julio de 1909. Sus padres fueron Don Jesús Ochoa Ramírez y Doña Adelaida Gutiérrez Ramírez, que además del P. José Ochoa, tuvieron otros seis hijos: Manuel, Jesús, Leonor, Rosa, Natividad, y Ma. Guadalupe.
Recibió el bautismo en la parroquia de su pueblo natal el 1º de agosto del mismo año; la confirmación allí mismo un 12 de diciembre de 1910. Recibió por primera vez a Jesús en la fiesta del Sagrado Corazón de 1915. 
Fue acólito en su parroquia. Asistió a la escuela pública de Chavinda y ya desde entonces mostró su sensibilidad por las necesidades de los demás.
A los 11 años de edad ingresó al Seminario de Zamora; lo recibió el P. José Plancarte Igartúa que fungía de rector. Realizó los estudios de latinidad y dos años de filosofía. Su familia se instaló en el poblado de Guarachita. Allí se dedicó al comercio y a la engorda de cerdos. Posteriormente regresaron a Chavinda.
Con motivo de la persecución religiosa se cerraron los Seminarios, y en Zamora se les dijo a algunos alumnos que si querían continuar estudiando para el sacerdocio tendría que ser en Roma. Después de obtener los permisos necesarios, partió a la ciudad eterna el 1º de septiembre de 1927. Recibió la ordenación sacerdotal el 25 de octubre de 1931, en la fiesta de Cristo rey. Allá estuvo hasta agosto de 1932, cuando regresó a México laureado en Teología. Cantó su primera misa en Chavinda en la fiesta del Sagrado Corazón de Jesús de 1933. Fue destinado como vicario parroquial en la parroquia de «La Purísima» de Zamora de Hidalgo, luego como párroco de San Francisco en Uruapan. En 1944 renunció a la parroquia y se dedicó a sus congregaciones religiosas, a promover la vida cristiana en los diferentes lugares donde había comunidad de religiosos o religiosas fundados por él; fue confesor, consejero espiritual, etc. Murió la tarde del 8 de agosto de 1984.

## Apostolado
El apostolado que realizó en «La Purísima», fue muy intenso, no quiso ser un simple vicario, sino que buscó algo donde pusiera su amor sacerdotal al servicio de la Iglesia. Quiso trabajar con los soldados, luego con las mujeres de los prostíbulos y por razones diversas vio que no era ese el campo que Dios le señalaba. Fue entonces cuando inició su trabajo con los niños y los jóvenes de Zamora, organizándoles una asociación que puso bajo el patrocinio de San Tarcisio, para los hombres y de Santa Cecilia, para las mujeres. Estas agrupaciones florecieron mucho y llenaron de vida la parroquia. Cada domingo, llevaba a los muchachos de paseo y allá los catequizaba. Atendía con solicitud el servicio a los enfermos no sólo de la ciudad, sino sobre todo de las rancherías vecinas a Zamora. Durante un tiempo muy corto, dio clases en el seminario y fue padre espiritual. Estuvo de vicario de septiembre de 1932 a noviembre de 1939, fecha en que lo trasladaron a la ciudad de Uruapan como párroco de la única parroquia que había entonces, la de San Francisco. Allí también realizó una gran obra de evangelización; fomentó intensamente la vida cristiana, promovió la catequesis, abrió al culto la capillas de los barrios que estaban cerradas por la persecución, fundó la Adoración Nocturna, se preocupó por la educación de la niñez promoviendo escuelas en los barrios y llevando religiosas con este fin.

## Fundaciones
En 1935, el 12 de diciembre, creó la fundación de los misioneros de la Sagrada Familia, escogiendo algunos jóvenes de entre los Tarcicios a quienes cada mes llevaba al rancho ganadero el Fuerte de Morelos en Chimilpa, Michoacán, propiedad de su amigo Don Leobardo Corza Sandoval donde les enseñaba todo sobre ganadería, agricultura, apicultura, campismo, cacería y charrería. El 19 de junio de 1940 fundó a las Operarias de la Sagrada Familia con jóvenes de entre las Cecilias. Gobernó a los Misioneros de la Sagrada Familia por tres períodos consecutivos de seis años cada uno, y promovió la adecuada renovación ordenada por el Concilio Vaticano II.

## Espiritualidad Eucarístico-mariana
Desde que estaba en Zamora, con sus agrupaciones de Tarcicios y Cecilias, organizaba jornadas Eucarísticas, que ponían en movimiento a toda la parroquia en torno a la Eucaristía. También lo hizo en el Seminario. Participó muy activamente en el congreso Eucarístico de Corupo, Michoacán; posteriormente siendo ya párroco en Uruapan organizó el Congreso Eucarístico Regional de Uruapan, en 1940 y en 1951, en San Lorenzo, Michoacán, otro para conmemorar la definición dogmática de la Inmaculada Concepción.

## Constructor
Llevó a cabo muchas construcciones. Todas de tipo religioso. Inició el Santuario de la Virgen de Guadalupe en Uruapan, la parroquia de la Sagrada Familia, la casa anexa y el templo del Señor de los Milagros en San Juan Nuevo, la Casa del Niño, con su capilla, la Casa central con su capilla, el colegio Vianey que sirvió como escuela apostólica a la diósesis de Tacámbaro, también con la capilla, el colegio de Cutzato con su capilla y el Templo del Señor del Campesino, el colegio de Jucutacato, la capilla de Tiamba, la del barrio de San José en Uruapan, en el Durazno, en San Martín, en Chimilpa, Betania, La Batea, el templo parroquial de La Mira, una capilla al Sagrado Corazón en el Cerro Grande de Chavinda. Mención especial merece el templo de La Soledad, con el cual dio gracias a Dios por sus 50 años de sacerdote, asociando a él a la M. Soledad Prado Aguilar, dedicándolo a nuestra Señora de la Soledad.

## Escritor
Tenía vocación de escritor y promovió siempre la prensa. Escribió dos gramáticas populares, «Mi librito» para enseñar a leer numerosos artículos como ejercicios prácticos de gramática; dos libros: «Recordar es vivir», en el centenario de la parroquia de Chavinda y «Ayer Glorioso de un Mañana prometedor», sobre los Misioneros de la Sagrada Familia. Innumerables artículos con temas por demás variados y de interés general en «La Semillita», «El Atómico», «El Tarcisio», «Hogar Cristiano», «El Oidor», todos periódicos fundados por él. También escribió obras teatrales de carácter evangelizador con temas actuales y reales de fondo moral: El Pescador, El Rosario de mi Madre, El Gran Cacique, El Hombre de las Manos Rojas, El Triunfo de la Cruz, Corazón de Padre, Flor de Fango, La Herencia de una Madre. Dos sainetes: La Llamada y Caso del Moral. También algunos cuadros navideños.

## Promotor social
Promovió círculos de estudio con seglares sobre la doctrina social de la Iglesia; organizó la evangelización de las empleadas del sector obrero de la ciudadi de Uruapan; fundó el «Movimiento de Justicia Social Cristiano» con los capitalistas de Uruapan; con motivo del IV centenario de la muerte de Don Vasco de Quiroga, organizó una gran exposición artesanal regional que tuvo mucho éxito. Fundó el dispensario «Tata Vasco» no sólo con farmacia y médico, sino con atención espiritual y legal. Construyó la Casa del Niño como un centro escolar que incluía artes y oficios. Secundó el programa «Alianza por el progreso» que venía de EE. UU. para beneficio de los pobres. Promovió distintas cajas de ahorros, cooperativas de consumo, una tienda en abonos. Fundó la institución «Casa para el Cristo sin Casa», para la construcción de viviendas para familias de muy escasos recursos en Uruapan, Jicalán y Chavinda.
Sus restos se encuentran en la iglesia de la Sagrada Familia en Uruapan, México.